# Apostolic Faith Church
Apostolic Faith Church (AFC) är en pingstkyrka med högkvarter i Portland, Oregon, USA och rötter i väckelsen på Azusa Street, Los Angeles. 
En av dem som blev andedöpt där 1906 var Florence L. Crawford. Hon var verksam inom Apostolic Faith Mission och kom senare att grunda AFC.
AFC har omkring 50 lokala församlingar i USA, 10 i Kanada, många i Afrika (o. 600 bara i Nigeria), 20 i Ostasien (Filippinerna och Sydkorea), 9 i Rumänien och över 60 på de karibiska öarna.
På en del platser använder man namnet "Trinity Apostolic Faith Church" för att inte förväxlas med kyrkor med snarlika namn. I Storbritannien kallar man sig för Apostolic Faith Mission UK.
Kyrkan där växte fram genom nigeriansk missionsverksamhet, från mitten av 1970-talet.
Internationell ledare är, sedan juli 2000, Darrel D Lee.

## Motto och logotyp
AFC:s officiella motto är:
Kämpa för den tro som en gång för alla har anförtrotts de heliga.  (Judas brev, v 3)
Som symbol används en stiliserad jordglob med texten "Jesus THE LIGHT OF THE WORLD".

## Lära
Man praktiserar fottvagning och troendedop genom nedsänkning. I likhet med de flesta andra rörelser med baptistisk dopsyn (men till skillnad från Apostolic Faith Mission of South Africa och många sionistkyrkor) så sänker man bara ned dopkandidaten en gång.
Man förkunnar tre nådemedel:
- omvändelse
- helgelse (enligt John Wesleys lära)
- andedop

## Officiella hemsidor
- Apostolic Faith Church
- AFC Afrika